# Гайслер, Норман Лео
Норман Гайслер (21 июля 1932 г. — 1 июля 2019 г.) — американский автор и соавтор более шестидесяти книг и сотен статей. Стаж преподавания в университете — почти сорок лет. Норман Гайслер выступал с лекциями и проводил дискуссии во всех пятидесяти штатах США и в двадцати пяти странах мира. Получил степень доктора философии в университете Лойолы (специальность — философия). Доктор Гайслер — президент Южной евангельской семинарии в городе Шарлотт, штат Северная Каролина.
Норман Гайслер является одним из самых известных евангельских апологетов, который на протяжении многих лет преподавал богословие.
Норман Гайслер — автор книги Энциклопедия христианской апологетики.